# 2042
L'any 2042 (MMXLII) serà un any comú que començarà en dimecres segons el calendari gregorià, l'any 2042 de l'era comuna (CE) i Anno Domini (AD), el 42è any del tercer mil·lenni, el 42è any del segle xxi, i el tercer any de la dècada del 2040.

## Esdeveniments
Països Catalans
Resta del món
- 30 d'abril - S'obrirà una càpsula del temps Nickelodeon, segellada a l'abril de 1992.[1]
- 17 de setembre - Es desbordarà una representació informàtica comuna de data i hora en sistemes d'ordinadors centrals d'IBM amb resultats potencials semblants al problema de l'any 2000.[1]

### Data desconeguda
- El submarí Trident D5 llançat míssil nuclear s'eliminarà definitivament.[2]
- Segons l'Oficina del Cens dels Estats Units, els residents dels Estats Units que es defineixen com a hispà o llatinoamericà, afroamericà, asiàtics americans i nadiu americà col·lectivament superen en nombre a aquells que s'identifiquen com a origen blanc d'origen no hispà.[3]

## Naixements
Països Catalans
Resta del món

## Necrològiques
Països Catalans
Resta del món